# 上海文艺出版集团
上海文艺出版集团是总部设在中国上海的出版集团，现已并入上海世纪出版集团。

## 历史
2003年12月，中共上海市委、上海市人民政府决定，以上海文艺出版社（上海文化出版社、上海音乐出版社、上海文艺音像出版社）、上海书画出版社、上海人民美术出版社、上海画报出版社、百家出版社为基础，组建上海文艺出版总社。2004年2月，经国家新闻出版总署批复同意，在上述八个出版社的基础上组建上海文艺出版总社。 2004年6月，上海文艺出版总社筹备工作完成，正式成立。
这八家出版社中，上海文艺出版社的历史可追溯至1950年代作家巴金主持的文化生活出版社、平明出版社，是上海文艺出版社的前身之一。
2009年6月22日，上海文艺出版总社更名为上海文艺出版（集团）有限公司，该公司由上海文艺出版社、上海文化出版社、上海音乐出版社、上海文艺音像（电子）出版社、上海人民美术出版社、上海书画出版社、上海锦绣文章出版社、中西书局、朵云轩艺术发展（集团）有限公司、上海故事会文化传媒有限公司、上海壹周文化传媒有限公司、上海咬文嚼字传播有限公司、上海动画大王动漫公司、上海印刷新技术（集团）有限公司组成。
2010年，世界書局在北京宣布成立，隸屬于上海文藝出版集團。该书局重张后的首个重点出版项目是《清華大學藏戰國竹簡》第一冊。
2011年6月3日，上海文艺出版集团与上海世纪出版集团启动重组；至此，上海文艺出版集团已不复存在。